# 愛知県道426号・静岡県道287号津具大嵐停車場線
愛知県道426号・静岡県道287号津具大嵐停車場線（あいちけんどう426ごう・しずおかけんどう287ごう つぐおおぞれていしゃじょうせん）は、愛知県北設楽郡設楽町から静岡県浜松市天竜区に至る一般県道である。

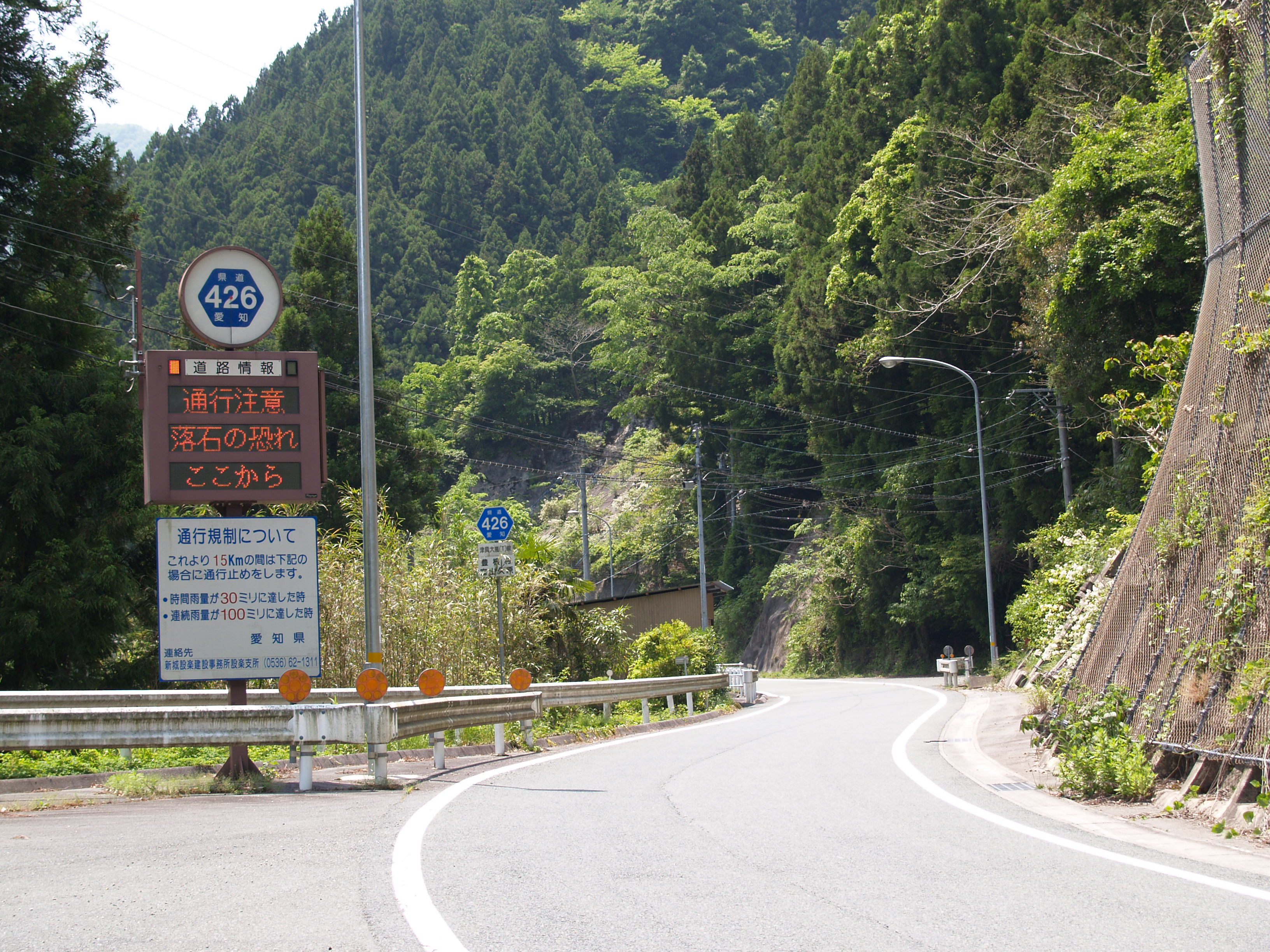
愛知県豊根村富山地区にて（2010年5月）

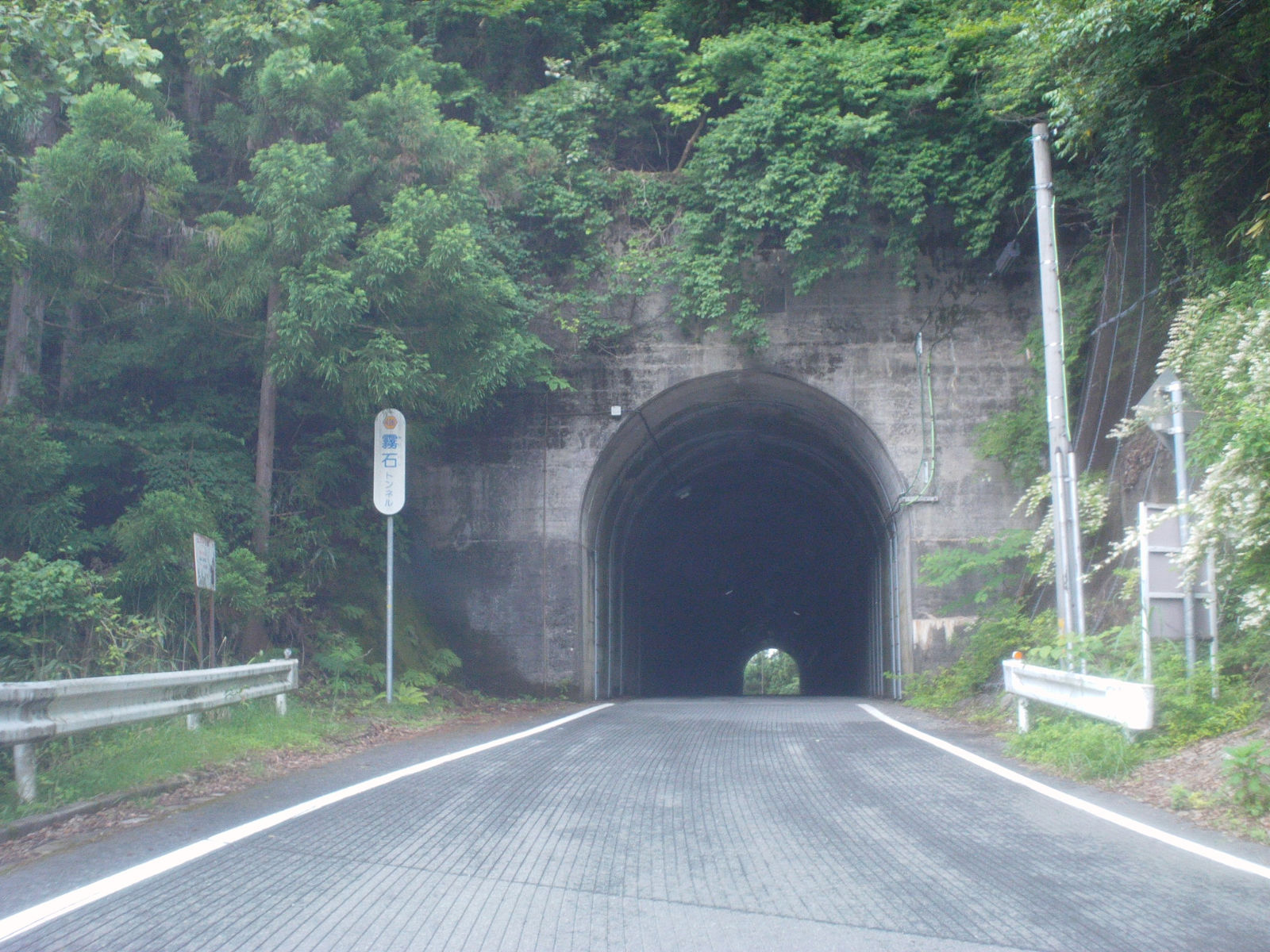
霧石トンネル（2011年7月）

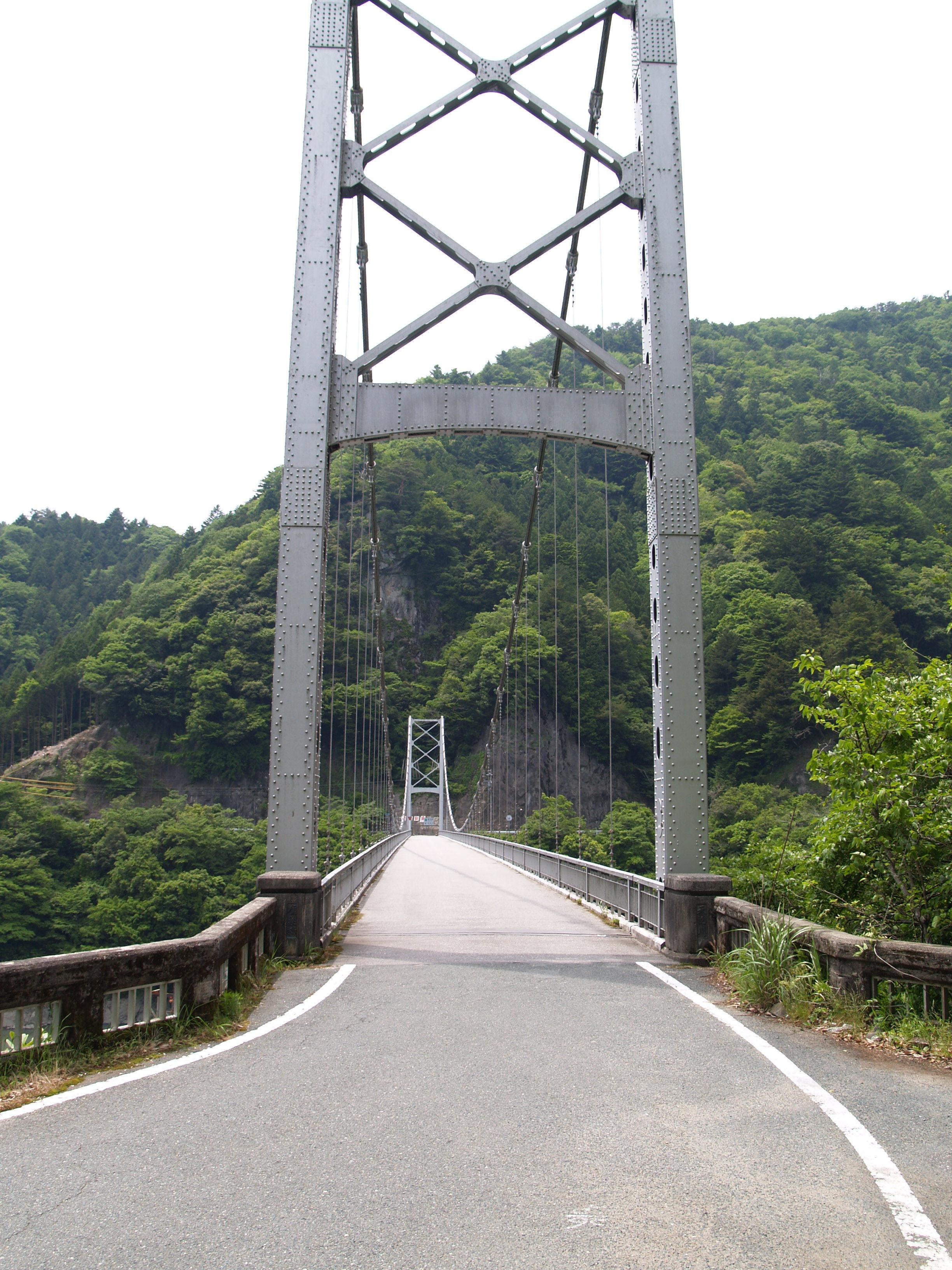
天竜川にかかる鷹巣橋（静岡県側より、2010年5月）

## 概要

### 路線データ
- 起点： 愛知県北設楽郡設楽町津具（愛知県道・長野県道10号設楽根羽線交点）
- 終点： 静岡県浜松市天竜区水窪町（静岡県道288号大嵐佐久間線接点）
- 総距離：愛知県内38.4キロメートル、静岡県内0.2キロメートル

## 沿革
- 1959年12月15日 認定

## 地理
2県にまたがる県道だが、ほとんどの区間が愛知県内を通る道路である。山間の隘路であるが、愛知県豊根村富山地区にとっては、鉄道駅や国道151号方面とを結ぶ重要路線である。

### 通過する自治体
- 愛知県
  - 北設楽郡
    - 設楽町
    - 豊根村
- 静岡県
  - 浜松市（天竜区）

### 接続路線
- 愛知県道10号設楽根羽線（伊那街道）（北設楽郡設楽町津具上町）
- 国道151号（別所街道）（北設楽郡豊根村坂宇場で重複）
- 愛知県道74号阿南東栄線（豊根村三沢で重複）
- 愛知県道429号古真立佐久間線（豊根村三沢）
- 愛知県道1号飯田富山佐久間線（豊根村富山久原 - 富山大沢で重複）
- 静岡県道288号大嵐佐久間線（終点：ただし途中廃道区間あり）

## 沿線周辺
- 設楽町津具総合支所
- とよねランド
- 坂宇場簡易郵便局
- 宝地峠（標高970メートル）
- 霧石トンネル：延長132メートル、標高約890メートル。所在地は霧石峠と異なる。
- 豊根村立富山小中学校（廃校）
- 豊根村富山支所
- 佐久間湖
- JR飯田線 大嵐駅